# Ribón (Navia de Suarna)
Ribón (llamada oficialmente Santa Mariña de Ribón) es una parroquia y una aldea española del municipio de Navia de Suarna, en la provincia de Lugo, Galicia.

## Organización territorial
La parroquia está formada por tres entidades de población:
- Murias do Camiño (Murías de Camín) (Murías do Camín)*
- Ribón
- Santa Mariña

## Demografía

### Parroquia
| Gráfica de evolución demográfica de Ribón (parroquia) entre 2000 y 2020 |
|                                                                         |
| Datos según el nomenclátor publicado por el INE.                        |

### Aldea
| Gráfica de evolución demográfica de Ribón (aldea) entre 2000 y 2020 |
|                                                                     |
| Datos según el nomenclátor publicado por el INE.                    |